# Филдинг, Генри
Ге́нри Фи́лдинг (англ. Henry Fielding, 22 апреля 1707, Шарфам, Сомерсет, Англия — 8 октября 1754, Лиссабон, Португалия) — английский писатель, журналист, адвокат и драматург XVIII века, один из основоположников реалистического романа, известный своим житейским юмором и сатирическим мастерством. Его главные произведения — романы «История Тома Джонса, найдёныша», «История приключений Джозефа Эндруса и его друга Абраама Адамса», «Амелия».
Помимо своих литературных достижений, Филдинг занимает значительное место в истории правоохранительных органов: используя свои полномочия судьи, он вместе со своим братом Джоном создал называемое многими первым полицейским подразделением Лондона, — общество «ищейки» с Боу-Стрит.

## Биография
Генри Филдинг родился 22 апреля 1707 года, предположительно в Шарпем-Парке (графство Сомерсетшир). Отец его был родовитым дворянином, служил в армии, в 1711 году вышел в отставку в генеральском звании. Брат писательницы Сары Филдинг. До двенадцати лет Генри по преимуществу жил в Ист-Стауре (графство Дорсетшир), богатом имении деда с материнской стороны, члена Суда королевской скамьи.
Филдинг получил среднее образование в Итоне (1719—1725), одной из наиболее аристократических школ Англии. В Итоне он установил крепкую дружбу с Уильямом Питтом-старшим. Его младшая сестра, Сара, также стала успешным писателем. После любовной интрижки с молодой женщиной, обернувшейся для него проблемами с законом, Филдинг отправился в Лондон, где началась его литературная карьера. В 1728 году он переехал в Лейден, чтобы изучать классическое искусство и право в университете. Но, по-видимому, отсутствие достаточных материальных средств заставило его отказаться от окончания Лейденского университета (1728—1730), где он учился около двух лет, и вынудила вернуться в Лондон. Вернувшись в Лондон, в поисках средств к существованию молодой Филдинг обратился к драматургической деятельности. Он начал писать для театра, некоторые из его работ жёстко критиковались правительством под руководством Канцлера казначейства сэра Роберта Уолпола.
Закон о театральной цензуре 1737 года, как утверждается, является прямым результатом его деятельности. В частности, пьесой, что привела к закону о театральной цензуре, была «Золотое охвостье» (The Golden Rump), но сатира Филдинга задала тон. Тогда как закон о театральной цензуре был утверждён, сатира на политические темы была фактически невозможна, и драматурги, чьи произведения были поставлены, были под подозрением. По этой причине Филдинг оставил театр и продолжил свою карьеру в области права и, чтобы поддерживать свою жену Шарлотту Крэдок и двоих детей, в 1737 году Филдинг поступил студентом в Темпл и в 1740 году получил звание адвоката. К этому же периоду относится и начало его занятий журналистикой.
Филдинг и его семья часто претерпевали периоды бедности, но ему также помогал Ральф Аллен, меценат и основатель первой в Англии частной почтовой службы, который впоследствии послужил прототипом сквайра Олверти в романе «Том Джонс». После смерти Филдинга Аллен материально поддерживал его детей и дал им образование.
Филдинг никогда не прекращал писать сатиры как политические, так и на современное ему искусство и литературу. Его Трагедия трагедий Мальчик-с-пальчик (для которой Уильям Хогарт выполнил дизайн фронтисписа) имела, например, довольно неплохой успех для печатной пьесы. Он также публиковался в журналах-ежедневниках. Филдинг писал для периодических изданий тори, как правило, под псевдонимом «Капитан Геркулес уксус» (Captain Hercules Vinegar). В конце 1730-х годов и в начале 1740-х Филдинг продолжал излагать свои либеральные и антиякобитские взгляды в сатирических статьях. Почти случайно, позавидовав успеху романа Сэмюэла Ричардсона «Памела», в 1741 году Филдинг начинает писать романы, и его первым крупным успехом стал роман «Шамела», анонимная пародия на мелодраматический роман Сэмюэла Ричардсона. Эта сатира следует эталону знаменитых «консервативных» сатириков предыдущего поколения (в частности, Джонатана Свифта и Джона Гейя).

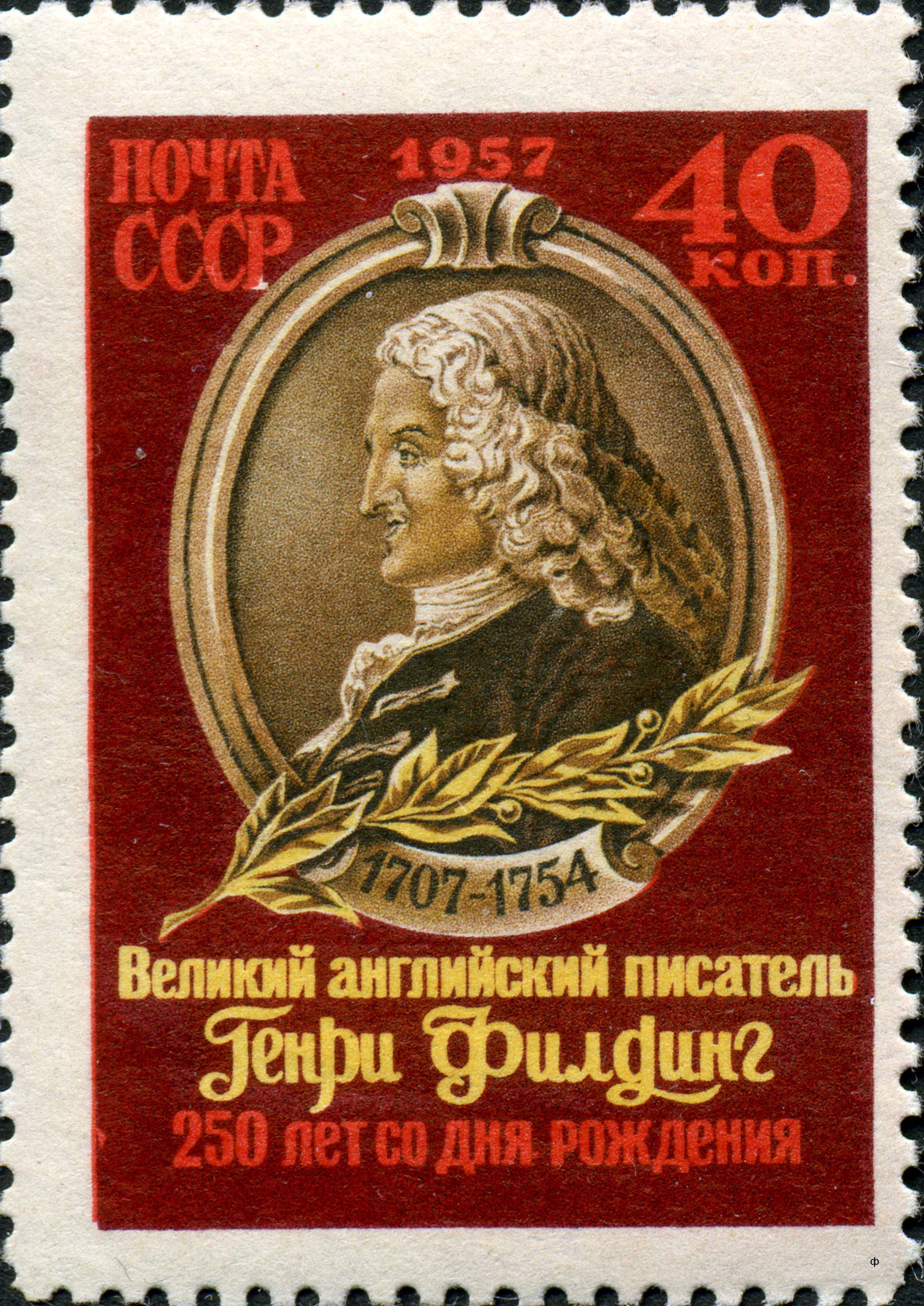
Почтовая марка СССР, 1957 год

Дальше последовал роман «История приключений Джозефа Эндруса и его друга Абраама Адамса» (1742), оригинальное произведение, предположительно повествующее о брате Памелы, Джозефе. Хотя произведение и задумывалось как пародия, оно развилось в полноценный роман и считается некой отправной точкой, дебютом Филдинга, как серьёзного романиста. В 1743 году Филдинг опубликовал роман в третьем сборнике Miscellanies. Это был роман «История жизни покойного Джонатана Уайлда Великого». Этот роман иногда считается его первым романом, потому что он почти наверняка начал сочинять его, прежде чем написал романы «Шамела» и «Джозеф Эндрюс». Это сатира на Уолпола, которая проводит параллель между Уолполом и Джонатаном Уалдом, печально известным главарем банды и разбойником. Он косвенным образом сравнивает партию вигов в Парламенте с бандой воров, которыми руководил Уолпол, чьё постоянное желание стать «Великим Человеком» (распространённый эпитет для Уолпола) должно достигнуть апогея только в антитезисе величия: когда он будет повешен.
Его анонимно опубликованный в 1746 году «Женоподобный супруг» (The Female Husband) является выдуманным рассказом о знаменитом деле, когда женщина-трансвестит была осуждена за принуждение другой женщины обманом вступить в брак. Несмотря на то что эта тема занимает незначительное место в творческом наследии Филдинга, она согласуется с его постоянным интересом к теме мошенничества, обмана, притворства. Лучшая работа Филдинга — «История Тома Джонса, найдёныша» (1749) — это тщательно построенный плутовской роман, запутанно и забавно повествующий о том, как найдёныш достиг успеха. Жена Филдинга, Шарлотта, которая послужила прототипом героинь в романах «Том Джонс» и «Амелия», умерла в 1744 году. Тремя годами позже Филдинг, пренебрегая общественным мнением, женился на бывшей служанке Шарлотты, Марии, которая была беременна.
Несмотря на это, его последовательный антиякобизм и поддержка Англиканской церкви способствовали тому, что год спустя Филдинг был назначен Главным судьёй Лондона, и его литературная карьера пошла в гору. Объединившись со своим младшим братом Джоном, он помог образовать в 1749 году подразделение «ищеек» с Боу-стрит (The Bow Street Runners), называемое многими первым полицейским подразделением Лондона. По словам историка М. Тревельяна, они были лучшими судьями Лондона в XVIII веке и много сделали для улучшения судебной системы и условий содержания заключённых. Влиятельные памфлеты и запросы Филдинга включали предложение об отмене публичного повешения. Это не означает, однако, что Филдинг выступал против смертной казни как таковой, о чём свидетельствует, например, его председательство в суде в 1751 году на слушании дела знаменитого преступника Джеймса Филда, который был признан виновным в грабеже и приговорён к виселице. Несмотря на то что Джон Филдинг был слепым, он сменил своего старшего брата на посту главного судьи и стал известен как «Blind Beak» (Слепой Клюв) с Боу-стрит за свою способность самостоятельно распознавать преступников по их голосам. В январе 1752 года Генри Филдинг занялся периодикой — выходящим раз в две недели журналом под названием «Ковент-Гарден», который он публиковал под псевдонимом «сэр Александр Дроукансир, КНТ. Цензор Великобритании» до ноября того же года. В этом журнале Филдинг бросил вызов «армии с Граб-стрит» и современным писателям периодических ежедневных изданий. Этот конфликт, в конечном итоге, привёл к Бумажной войне 1752—1753 годов (Paper War of 1752—1753).
Горячая приверженность Филдинга как великого гуманиста к делу правосудия (в частности, он поддерживал Элизабет Каннинг) совпала с быстрым ухудшением состояния его здоровья, и в 1754 году он уехал в Португалию для лечения. Подагра, астма и другие недуги привели к необходимости использовать костыли. Генри Филдинг умер в Лиссабоне два месяца спустя. Его могила находится на территории городского британского кладбища (Cimetério Britânico). Последние месяцы жизни Филдинга описаны им в «Дневнике путешествия в Лиссабон» (Journal of a Voyage to Lisbon, 1755).

## Пьесы
В 1728 году появляется его первая комедия «Любовь в различных масках» („Love in Several Masques“), за которой последовал ряд других пьес (всего за промежуток между 1728 и 1743 Филдингом единолично или в сотрудничестве с другими авторами написано 26 произведений для сцены, не считая посмертной пьесы «The Fathers, or a Good-natured Man», найденной Джонсом в 1776 году и изданной с прологом и эпилогом Гаррика в 1798).
Пьесы Филдинга, представлявшие собою большею частью подражания Конгриву и Уичерли, иногда — Мольеру („The Mock Doctor“, 1732, „The Miser“, 1733), впоследствии утратили своё художественное значение. Однако социально-обличительные мотивы и просветительские тенденции, проступающие уже в этих ранних произведениях Филдинга, позволяют предвидеть в их авторе будущего Филдинга-романиста.
Посвящая Честерфилду своего «Дон-Кихота в Англии» („Don Qvixote in England“, 1734), Филдинг заявлял, что его задачей было изображение «бедствий, навлекаемых на страну всеобщей коррупцией». Во вполне просветительском духе выдержана «Жизнь и смерть Здравого Смысла», рассказывающая о борьбе королевы Здравый Смысл с Попами и Законом, добивающимися её смерти, — входит в состав комедии «Пасквин, драматическая сатира на современность» („Pasquin, a Dramatick Satire on the Times“, 1736).

## Романы

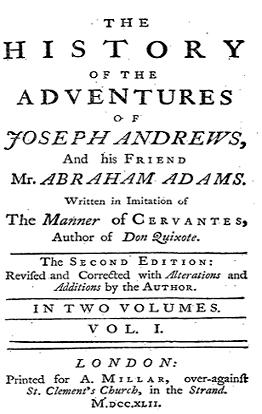
Титульная страница «Истории приключений Джозефа Эндрюса и его друга Эйбрахама Адамса»

Широкая писательская известность Филдинга основывается не на его драматургии и публицистике, а исключительно на трёх больших его романах: «История приключений Джозефа Эндруса и его друга Абраама Адамса» („The History of the Adventures of Joseph Andrews and of his Friend Mr. Abraham Adams“, 1742), «История Тома Джонса, найдёныша» („The History of Tom Jones, a Foundling“, 1749) и «Амелия» („Amelia“, 1751), к которым следует присоединить также его сатирическую повесть «Жизнь Джонатана Уайльда Великого» („The life of Mr. Jonathan Wild the Great“, вошедшую в состав сборника «Miscellanies», выпущенного Филдингом в 1743).
Толчком к созданию «Джозефа Эндрюса» послужила «Памела» Ричардсона. Делая героем своего романа воображаемого брата Памелы, находящегося, как и она, в услужении и подвергающегося таким же посягательствам на его добродетель, Филдинг ядовито пародирует сентиментально-дидактический стиль Ричардсона. Однако литературно-историческое значение «Джозефа Эндрюса» выходит далеко за пределы простой пародии. Уже в этом романе, написанном почти экспромтом, Филдинг осознаёт и провозглашает себя творцом нового литературного жанра — «комического эпоса в прозе, отличающегося от комедии так же, как серьёзный эпос отличается от трагедии тем, что его действие более широко и развернуто, что он охватывает гораздо более многочисленные и разнообразные характеры». Этот новый жанр — настоящая реалистическая эпопея буржуазного общества, — противопоставляется им в равной мере барочному пасторально-историческому роману XVII века и сентиментально-семейному роману ричардсоновской школы.
Новаторские принципы, намеченные уже в «Джозефе Эндрюсе», получили развернутое выражение в шедевре Филдинга «Томе Джонсе». Вводные теоретико-эстетические главы «Тома Джонса» представляют собою настоящий манифест просветительской эстетики. Задача художника — черпать свой материал из «великой книги Природы»; правдивое подражание природе — единственный источник эстетического наслаждения. Воображение писателя должно быть строго замкнуто в границах возможного; «за крайне редкими исключениями, высочайшим предметом для пера… историков и поэтов является человек» («Том Джонс», книга VIII, 1). Воспитательно-публицистическое значение литературы — с точки зрения Филдинга — огромно; борьба с социальными злоупотреблениями, с человеческими пороками и лицемерием — задача, которую сам Филдинг ставил себе в каждом своём романе. Смех, с его точки зрения, одно из наиболее могучих средств художника в этой борьбе.
Проблема человеческой природы — основная проблема для всего просветительства XVIII века — занимает центральное место и в творчестве Филдинга, в особенности в «Томе Джонсе», наполняя его романы новым морально-философским содержанием. «Природа человека сама по себе далеко не плоха, — говорит один из персонажей Филдинга. — Плохое воспитание, плохие привычки и обычаи развращают нашу природу и направляют её к пороку. За порочность нашего мира ответственны его правители, в том числе, я боюсь, и духовенство» («Эмилия», кн. IX, 5). Таким же просветительским оптимизмом дышат и заключительные страницы беседы Тома Джонса с Горным отшельником («Том Джонс», кн. VIII, 15), где Том Джонс со всем пылом своей молодости противопоставляет человеконенавистничеству своего хозяина глубоко оптимистическую веру в человеческое достоинство.
Однако, согласно Филдингу, добродетель сама по себе так же недостаточна, как недостаточен разум, оторванный от добродетели. Победа Тома Джонса над Блайфилом раскрывается не только как победа абстрактной Добродетели над абстрактным Пороком, но и как победа обладателя доброго сердца (хотя бы он и нарушил все правила буржуазной нравственности) над односторонностью буржуазного благоразумия. Эта апелляция от разума к чувству, от благоразумия к доброму сердцу в творчестве Филдинга уже заставляет предчувствовать предстоящую критику буржуазного общества в произведениях сентименталистов.
«Том Джонс» отмечает собой вершину творчества Филдинга. Последовавший за ним последний
период творчества Филдинга, в центре которого стоит «Амелия», характеризуется ослаблением реалистического таланта писателя и его сатирической заостренности.
Если в «Томе Джонсе» была заключена лишь известная потенциальная возможность перехода к сентиментализму, то «Амелия», последний роман Филдинга, показывает, что сдвиг в этом направлении уже успел реально осуществиться в его творчестве. Несмотря на наличие ряда ярких сатирических образов (судья Трашер, м-сс Эллисон, безымянный «благородный лорд» и другие), общий колорит книги резко отличается от предшествующих романов Филдинга. В посвящении «Амелии» Аллену говорится об обличительных задачах книги:

Эта книга искренне предназначена к тому, чтобы способствовать защите добродетели и разоблачению некоторых из наиболее наглых злоупотреблений, оскверняющих в настоящее время как общественную, так и частную жизнь нашей страны.

Однако они достигаются, в отличие от «Джозефа Эндрюса» или «Тома Джонса», уже не столько средствами реалистической сатиры, сколько средствами сентиментально-моралистической дидактики. Образ резонирующего пастора Гаррисона (в известной мере аналогичный Оллверти «Тома Джонса») выдвигается на первый план романа, соответственно понижая удельный вес образа капитана Бузса — слабого эпигона Тома Джонса. Типично для нового этапа в творчестве Филдинга заключительное «обращение» Бузса, позволившего себе сомневаться во всемогуществе провидения (после прочтения им в арестном доме проповедей Барроу). Самое построение романа существенно отличается от предшествующих книг Филдинга; в отличие от «Джозефа Эндрюса» и «Тома Джонса», развернутая композиция которых давала художнику возможность широкого охвата действительности, действие «Амелии» сконцентрировано вокруг узкого семейного мирка Эмилии. Начав свой творческой путь с пародии на Ричардсона («Джозеф Эндрюс»), Филдинг в «Амелии» заметно приближается к нему. В то время как «Джозеф Эндрюс» и «Том Джонс» осуждались за «грубость» и «безнравственность», «Амелию» Филдингу пришлось защищать от прямо противоположных обвинений в излишней сентиментальности и плоскости (см. «Covent-Garden Journal», 1752).
Статья о «Чтении» («Covent-Carden Journal», 4/II 1752), написанная вслед за появлением «Амелии», подтверждает изменение в философско-эстетических принципах Ф.; в этой статье он отрекается от Аристофана и Рабле, которыми он еще недавно восхищался в «Томе Джонсе», и делает попытку примирения с Ричардсоном, положительно отзываясь о нем как об «остроумном авторе „Клариссы“».

## Литературный стиль
В то время как Дефо и Ричардсон пытались скрыть вымышленный характер своих произведений под прикрытием «мемуаров» и «литературных произведений», соответственно, Генри Филдинг занял позицию, которая представляла собой некое новое отклонение в прозаической беллетристике, что ни в коей мере не являет собой усилия, для того чтобы скрыть литературные приемы его романов. На самом деле, он был первым крупным писателем, который открыто признал, что его проза была чистой выдумкой. Кроме того, по сравнению с его главным соперником и современником, Ричардсоном, Филдинг представляет своему читателю гораздо более широкий спектр характеров, взятых из всех социальных классов.
Отсутствие у Филдинга психологического реализма (чувства и эмоции его героев, редко анализируются очень глубоко) можно, пожалуй, простить, ввиду его острой озабоченности выявлением универсального порядка вещей. Можно утверждать, что роман «Том Джонс» отражает основные неоклассические взгляды автора — характер есть нечто, чем индивидуум одарён при рождении, часть естественного порядка жизни или системы. Персонажи в романах Филдинга также, в значительной мере типичны, например: Сквайр Вестерн — это типичный грубый и неотёсанный сквайр-тори, одержимый лишь охотой на лис, выпивкой и приобретением новой собственности.
Так комический эпос Филдинга, содержит целый ряд прекрасных, но по существу неизменных (статичных) характеров, чьи мотивы и поведение в значительной степени предопределены. В их изображении мало эмоциональной глубины, и сложные реалии интерактивных человеческих отношений, которые являются столь же неотъемлемой частью современного романа, не представляют для Филдинга значительной важности. Возможно, характер, который мы узнаем лучше всего, является всезнающий рассказчик (то есть Филдинг), чьей компанией наслаждаются некоторые из его читателей.

## Значение
«Комическая эпопея» Филдинга имела своих предшественников и в лице испанского плутовского романа XVI—XVII веков, и в лице французского «комического романа» XVII века. (Сорель, Скаррон, Фюретьер). Однако новая тематика, введенная ими в литературу, — жизнь плебейских «низов» общества, — используется ими почти неизменно в плане гротеска. В творчестве же Филдинга буржуа входит в литературу в прозаическом костюме мистера Оллверти и Тома Джонса, в обычном облике рядового гражданина Англии XVIII века. Недаром в борьбе за достоинство новой буржуазной тематики и нового «комическо-повествовательного» жанра Филдинг, давая определение своего «комического эпоса», так настойчиво отграничивает его от бурлеска и карикатуры, от всего «абсурдного и чудовищного».

## Основные сочинения
- Маскарад (The Masquerade) — поэма (первая публикация Филдинга)
- Любовь в различных масках (Love in Several Masques) — пьеса, 1728
- Rape upon Rape — пьеса, 1730.
- The Temple Beau — пьеса, 1730
- Авторский фарс с кукольным представлением (The Author’s Farce) — пьеса, 1730
- Подметные письма, или Новый способ удержать жену дома (The Letter Writers or A New Way to Keep a Wife at Home) — пьеса, 1731
- Трагедия трагедий, или Жизнь и смерть Томаса Тама Великого (The Tragedy of Tragedies; or, The Life and Death of Tom Thumb) — пьеса, 1731
- Политик из кофейни, или судья в ловушке (The Copper-House Politician or The Justice Caught in his own Trap) — пьеса, 1731
- Опера Граб-стрита или у жены под башмаком (Grub-Street Opera) — пьеса, 1731
- Совратители, или Разоблаченный иезуит (The Debauchees, or The Justice Caught) — пьеса, 1731 — экранизирована в 1960 году.
- The Modern Husband — пьеса, 1732
- Лотерея (The Lotterry) — пьеса, 1732
- The Covent Garden Tragedy — пьеса, 1732
- The Miser — пьеса, 1732
- Служанка-интриганка (The Intriguing Chambermaid) — пьеса, 1734
- Урок отцу, или Дочка без притворства (An Old Man Taught Wisdom, or The Virgin Unmasked) — пьеса, 1734
- Дон Кихот в Англии (Don Quixote in England) — пьеса, 1734
- Мисс Люси в столице (Miss Lucy in town: A sequel to the virgin unmasked) — пьеса, 1735
- Пасквин (Pasquin) — пьеса, 1736
- Евридика (Eurydice Hiss’d) — пьеса, 1737
- Исторический календарь за 1736 год (The Historical Register for the Year 1736) — пьеса, 1737
- Апология жизни миссис Шамелы Эндрюс (An Apology for the Life of Mrs. Shamela Andrews) — роман, 1741
- История приключений Джозефа Эндруса и его друга Абраама Адамса (The History of the Adventures of Joseph Andrews and his Friend, Mr. Abraham Abrams) — роман, 1742
- Жизнь Джонатана Уайльда Великого (The Life and Death of Jonathan Wild, the Great) — роман, 1743
- Miscellanies — сборник сочинений, 1743, содержит поэму Part of Juvenal’s Sixth Satire, Modernized in Burlesque Verse
- Женоподобный супруг (The Female Husband or the Surprising History of Mrs Mary alias Mr George Hamilton, who was convicted of having married a young woman of Wells and lived with her as her husband, taken from her own mouth since her confinement) — памфлет, 1746
- История Тома Джонса, найдёныша (The History of Tom Jones, a Foundling) — роман, 1749
- Путешествие в загробный мир и прочее (A Journey from this World to the Next) — повесть, 1749
- Амелия (Amelia) — роман, 1751
- Ковент-Гарден (The Covent Garden Journal) — журнал, 1752
- Современный словарь — памфлет, 1752
- Письмо из бедлама — памфлет, 1752
- Дневник путешествия в Лиссабон (Journal of a Voyage to Lisbon) — рассказы о путешествиях, 1755
- The Fathers: Or, the Good-Natur’d Man. — пьеса, 1778

## Экранизации
- 1960 — Пойманный монах (СССР, Ленфильм) — музыкальный телефильм по пьесе «Развратник, или пойманный иезуит».

## Публикации на русском языке
- Том Джонс: Роман Генриха Фильдинга / Перевод А. Кроненберга. — СПб. : Типография Э. Праца, 1848. — 768 с.
- Филдинг Г. Амелия / Изд. подг. А. Г. Ингер; отв. ред. Н. Я. Дьяконова. — М.: Наука, 1996. — 537 с. — (Литературные памятники). — 4000 экз. — ISBN 5-02-011249-6.
- Фильдинг Г. Избранные произведения в двух томах. — М. : ГИХЛ, 1954. — Т. 1. — 756 с. — 150 000 экз.
- Фильдинг Г. Избранные произведения в двух томах. — М. : ГИХЛ, 1954. — Т. 2. — 828 с. — 150 000 экз.
- Филдинг Г. Избранные сочинения / Вступительная статья и комментарии В. Харитонова. — М.: Художественная литература, 1989. — 688 с. — 330 000 экз. — ISBN 5-280-00318-2.
- Фильдинг Г. История приключений Джозефа Эндруса и его друга Абраама Адамса. Написано в подражание манере Сервантеса, автора Дон-Кихота / Пер. с англ. Н. Д. Вольпин под ред Ф. М. Лорье. — М.: ГИХЛ, 1949. — 396 с. — 30 000 экз.
- Фильдинг Г. История Тома Джонса, найдёныша / Пер. с англ. и коммент. А. А. Франковского. — М.: Художественная литература, 1973. — 880 с. — (Библиотека всемирной литературы). — 303 000 экз.
- Филдинг Г. Путешествие в другой свет: Остроумная повесть / С аглинскаго подлинника на немецкой, а с немецкаго на российской язык перевёл В[ладимир] З[олотницкий]. — СПб. : [Типография Сухопутного кадетского корпуса], 1766. — 288 с.
- Филдинг Г. Путешествие в загробный мир. — М. : Эксмо, 2013. — 636 с. — (Зарубежная классика). — ISBN 978-5-699-62872-8.
- Филдинг Г. Судья в силке: Комедия в пяти актах. — Орск : Издательство ОГТИ, 2017. — 102 с. — 50 экз. — ISBN 978-5-8424-0882-5.
- Филдинг Г. Так ли плохи сегодняшние времена? : Избранные сочинения. — М. : Текст, 2012. — 410 с. — (Неизвестные страницы мировой классики. Квадрат; 43). — ISBN 978-5-7516-1007-4.
- Филдинг Г. Фарсы / Пер. с англ. Р. П. Померанцевой и Ю. И. Кагарлицкого. — М.: Искусство, 1980. — 360 с. — 30 000 экз.